# 12ポンドアームストロング砲
12ポンドアームストロング砲（Armstrong Breech Loading 12 pounder 8 cwt、後にRBL 12 pounder 8 cwt）は1859年設計の3インチ後装式施条砲。

## 設計

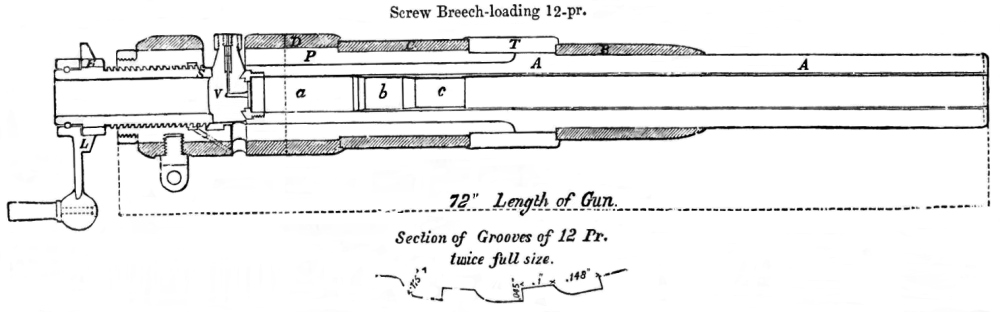
後期モデルの72インチ長砲身と尾栓

12ポンドアームストロング砲は、当時の他の大砲と比較して幾つかの先進的な面があった。最初期の近代的な後装砲の一つであり、砲の先端からではなく、後方から装薬・砲弾を装填できるため、発射速度が向上した。砲弾は鉛でコーティングされ、砲身内腔の旋回する溝（ライフリング）に噛みあって発砲時に回転が与えられ、従来の大砲に比べて射程および精度が向上した。鉛のコーティングが砲弾と砲身内腔との隙間（遊隙）を防ぐため、発射ガスが漏れる無駄がなく、従来の約半分の装薬量で同一の射程が得られた。
砲身は錬鉄製であり、一旦熱して内径を拡大させたコイルで嵌め込んだ層成砲身であった。コイルが冷却されると、砲身はコイルにより締め付けられる状態（pre-stressed）になる。これにより発砲時に熱と圧力がかかっても砲身が拡張しないようになっていた。この方式の採用により、従来に比べて砲身が軽量化されている。

## イギリスでの運用
12ポンドアームストロング砲はイギリス陸軍が最初に採用した後装式施条野砲で、1859年に「9ポンド前装滑腔砲」を置き換えた。初期モデルは砲身長84インチで、ボア長は73.375インチであった。イギリス海軍は砲身長72インチ、ボア長61.375インチのものを採用したが、これは単に砲身を12インチ切断しただけであった。1863年からは陸上用、艦上用ともに短砲身タイプが通常モデルとなった。
新技術を導入したために、当初陸軍が予定したものよりは高度なメインテナンスと砲兵の訓練が必要となり、結果実用においては信頼性に欠けるとの評判を得てしまった。このため、1871年により簡便で安価な砲弾を使用する「9ポンド前装ライフル砲」が採用されることとなった。

## ビクトリア植民地での運用
ビクトリア植民地（現在のオーストラリア・ビクトリア州）は、マオリ戦争の際にニュージーランドに6門の12ポンドアームストロング砲を輸出している。弾薬と備品も含めて総額3,592ポンド1シリング8ペンスであった。砲は兵員輸送船ヒマラヤに搭載されて1863年11月7日にメルボルンを出港、11月11日にオークランドに到着した。
ビクトリア政府は1864年に騎馬砲兵用に6門を追加購入している。このうちの1門はレストアされてキャンベラのオーストラリア戦争博物館（Australian War Memorial）に展示されている。

## ニュージーランド戦争
6門の12ポンドアームストロング砲を有した王立砲兵第4旅団"C"砲兵中隊は、マーサー大尉の指揮下、1861年3月に第一次タラナキ戦争（First Taranaki War）に参加した。マーサー大尉は同砲兵中隊を率いて第二次タラナキ戦争（Second Taranaki War）にも参加し、1863年11月の失敗に終わったマオリ族のランギリーリ砦に対する攻撃で戦死している。1864年1月には、新型の短砲身モデル6門を装備した"I"砲兵中隊がニュージーランドに到着した。ビクトリア植民地から購入した6門は、"C"および"I"砲兵中隊を補強した。戦争終了後もこれらの砲はニュージーランドに残され、民兵用として使用された。

## 砲弾
|             |                   |
| Mk III 榴弾 | Mk I セグメント弾 |

## 現存する12ポンドアームストロング砲
- オーストラリア戦争博物館、キャンベラ
- テ・アワムトゥ（Te Awamutu）市立博物館、ニュージーランド
- 王立銃砲博物館（Royal Artillery Museum、ロンドン

## 参考資料
- Treatise on the construction and manufacture of ordnance in the British service. War Office, UK, 1877
- Text Book of Gunnery, 1902. LONDON: PRINTED FOR HIS MAJESTY'S STATIONERY OFFICE, BY HARRISON AND SONS, ST. MARTIN'S LANE
- W.L. Ruffell, The RBL Armstrong 12-pr Field Gun
- W.L. Ruffell, The Armstrong Gun. Part 5: British revert to Muzzle Loading
- Major Darrell D. Hall, "Field Artillery of the British Army 1860-1960. Part I, 1860 - 1900" in The South African Military History Society. Military History Journal - Vol 2 No 4, December 1972
- Alexander Lyman Holley, "A treatise on Ordnance and Armor" published by D Van Nostrand, New York, 1865